# Los Alamos (Californie)
Pour les articles homonymes, voir Los Alamos.
Los Alamos est une census-designated place du comté de Santa Barbara, dans l'État de Californie, aux États-Unis,. En 2020, elle compte une population de 1 839 habitants.